# Jukkasjärvi
Jukkasjärvi est une localité de 541 habitants dans la commune de Kiruna en Suède, située à 200 kilomètres au nord du cercle polaire.
« Jukkasjärvi » est un nom provenant du finnois qui signifie « lac de Jukka (nom masculin finnois) ». Dans la langue des Samis, le Same, « Jukkasjärvi » s'appelle Čohkkiras, qui se traduit par « point de rendez-vous », ce qu’a été cet ancien village Sami pendant plus de 500 ans.
Aujourd’hui, le village reste fidèle à sa dénomination, accueillant désormais des touristes du monde entier venus admirer le fameux « Hôtel de glace » ou « Hôtel arctique » et parfois y passer la nuit.
Cet étonnant hôtel hivernal est reconstruit chaque année avec plus de 1 500 tonnes de glace. La température intérieure reste constante (entre -3 °C et -8 °C), quelle que soit la température extérieure. Vers les mois d'avril et mai, le soleil commence son travail de démolition.

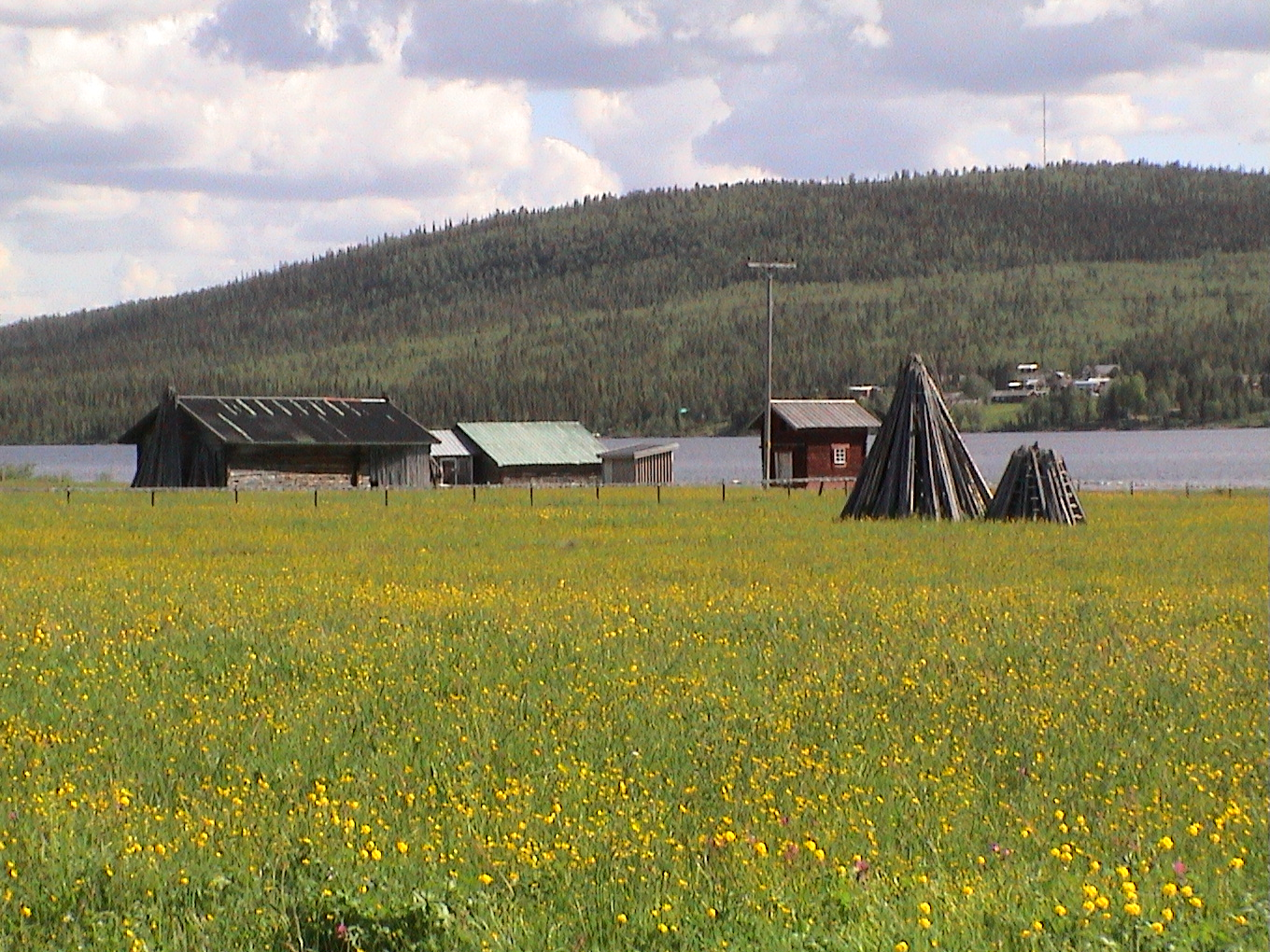
Vue de Jukkasjärvi

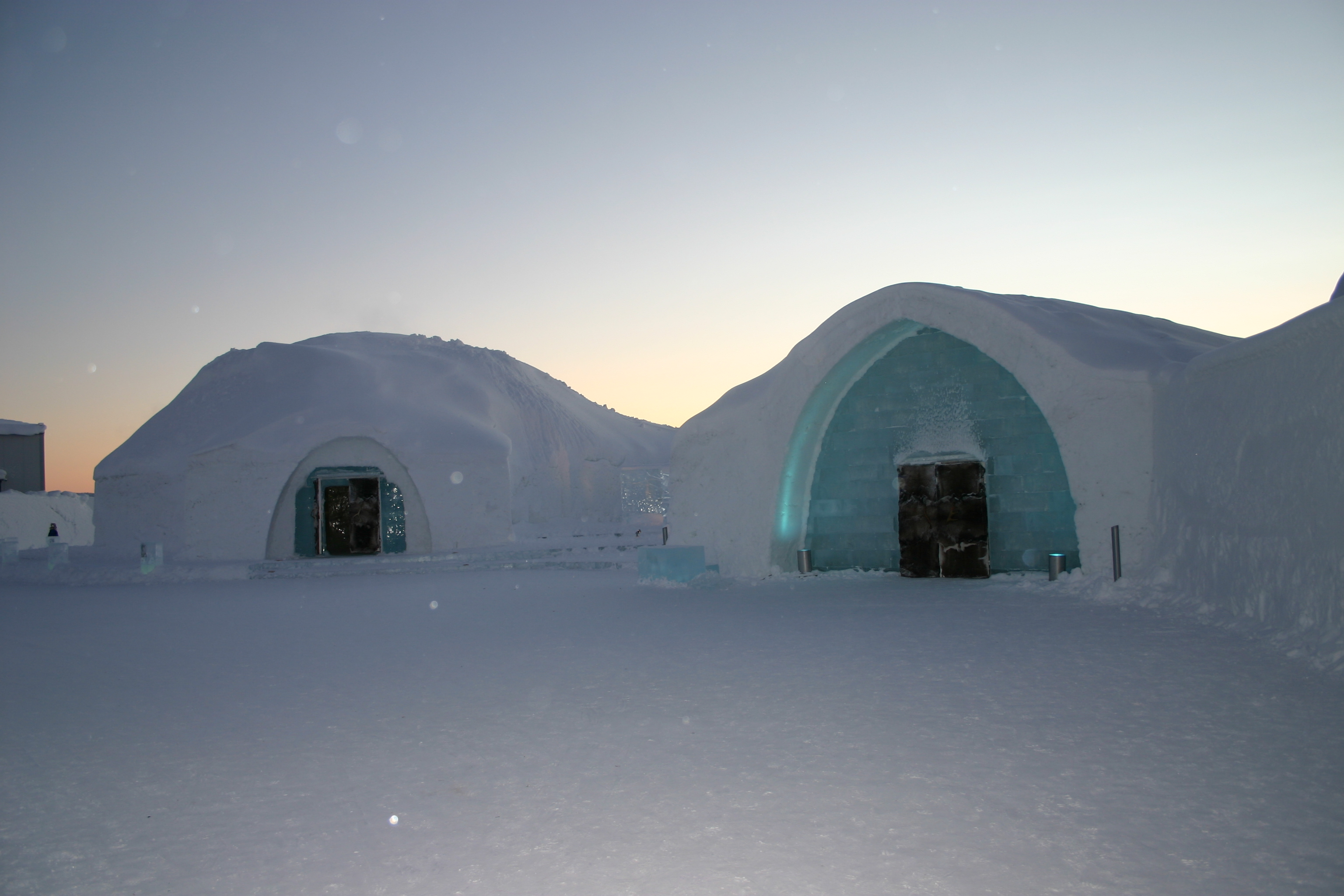
Ishotellet, l'hôtel de glace.

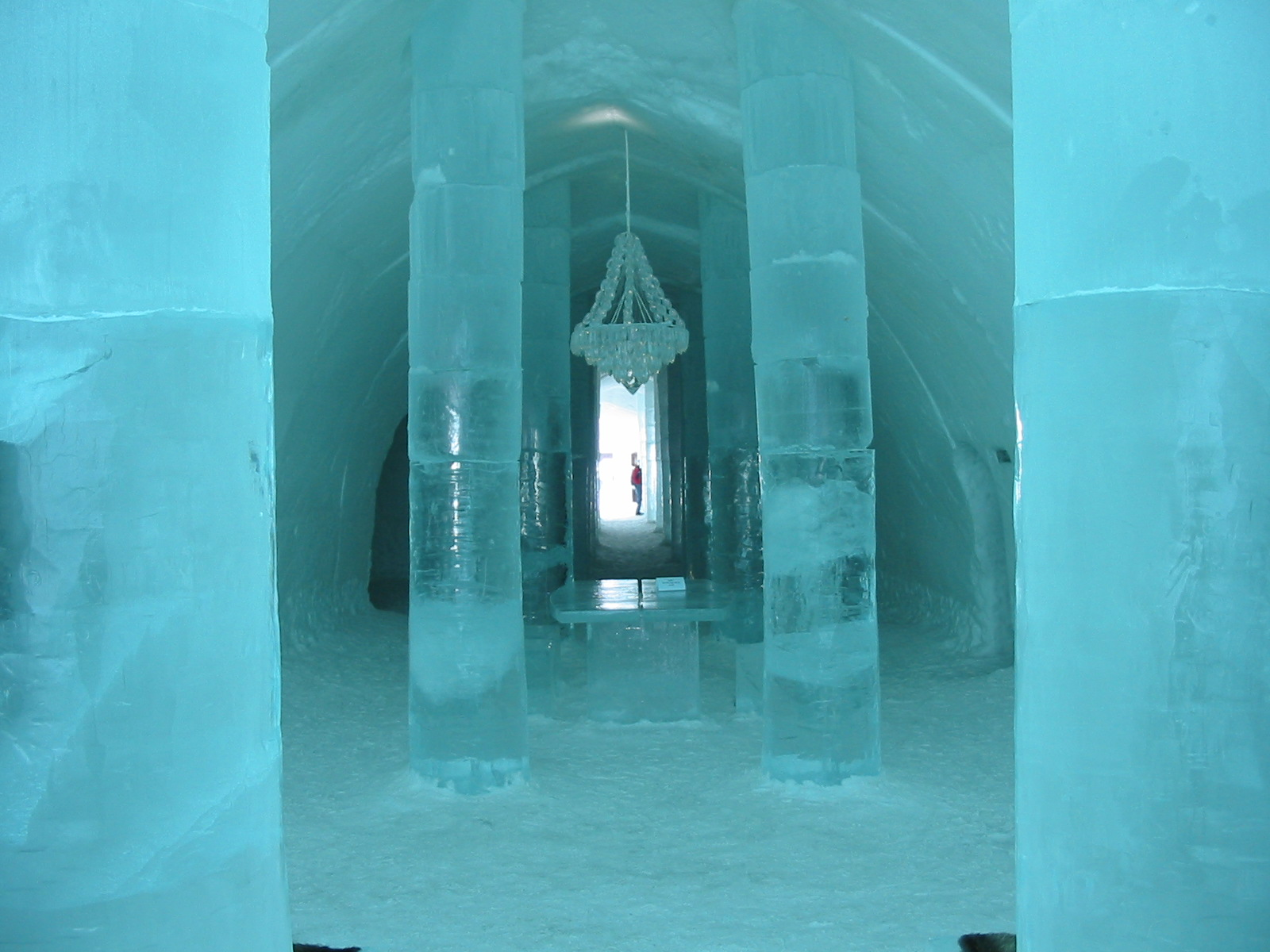
Ishotellet, l'hôtel de glace.

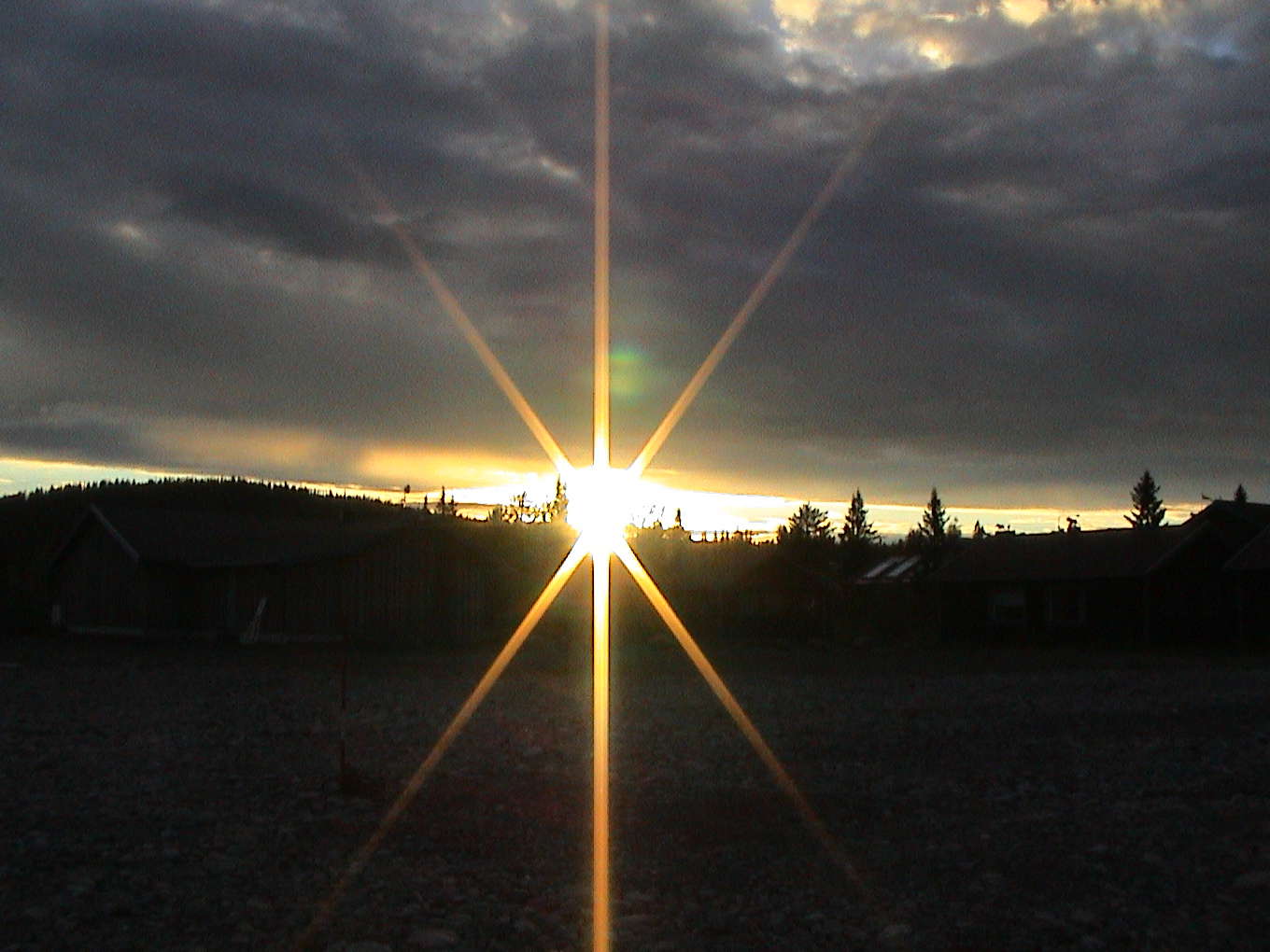
Soleil de minuit le 21 juin à Jukkasjärvi

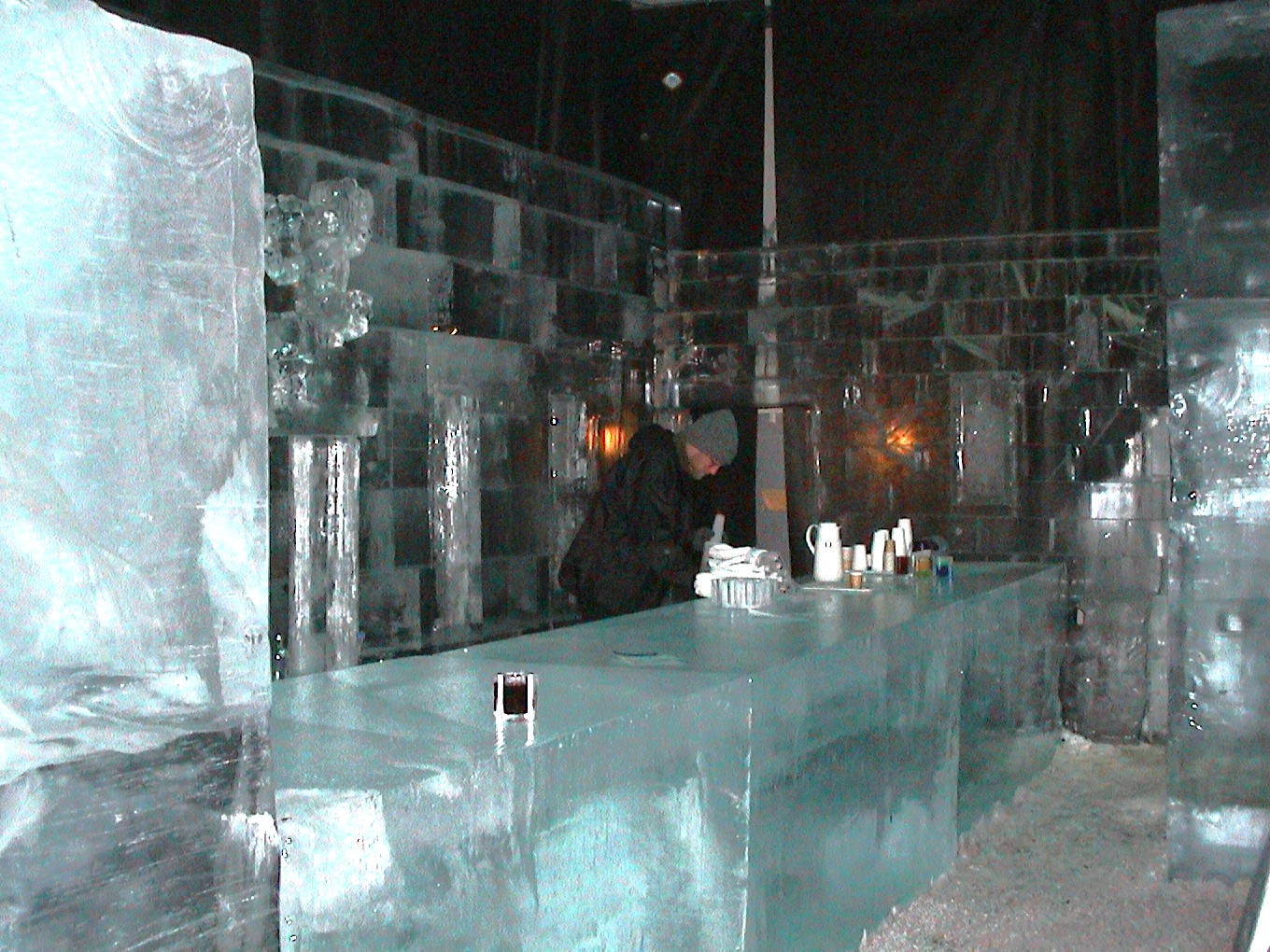
Le « Ice Bar » à Jukkasjärvi en 2004.